# MaK G 1600 BB
Die MaK G 1600 BB ist eine dieselhydraulische Lokomotive, die zwischen 1971 und 1979 in 16 Exemplaren von der Firma Maschinenbau Kiel (MaK) für verschiedene Privatbahnen gebaut wurde.

## Technik
Die MaK G 1600 BB basiert auf der als MaK V 90 P bezeichneten Variante der DB-Baureihe V 90, die gegenüber der DB-Variante mit einem hauseigenen Motor ausgestattet wurde. Sie wurde in kein Typenprogramm der MaK eingereiht.
Der eingebaute Achtzylinder-Motor des Typs MaK 8M282AK leistet 1180 kW (1600 PS) bei 1000/min, die Lok erreicht je nach Getriebeeinstellung eine Höchstgeschwindigkeit von 44 bis 80 km/h. Die Dienstmasse liegt je nach Ausrüstung zwischen 80 und 104 Tonnen. Bei den Lokomotiven mit einer Höchstgeschwindigkeit von 44 km/h entfällt der Streckengang.

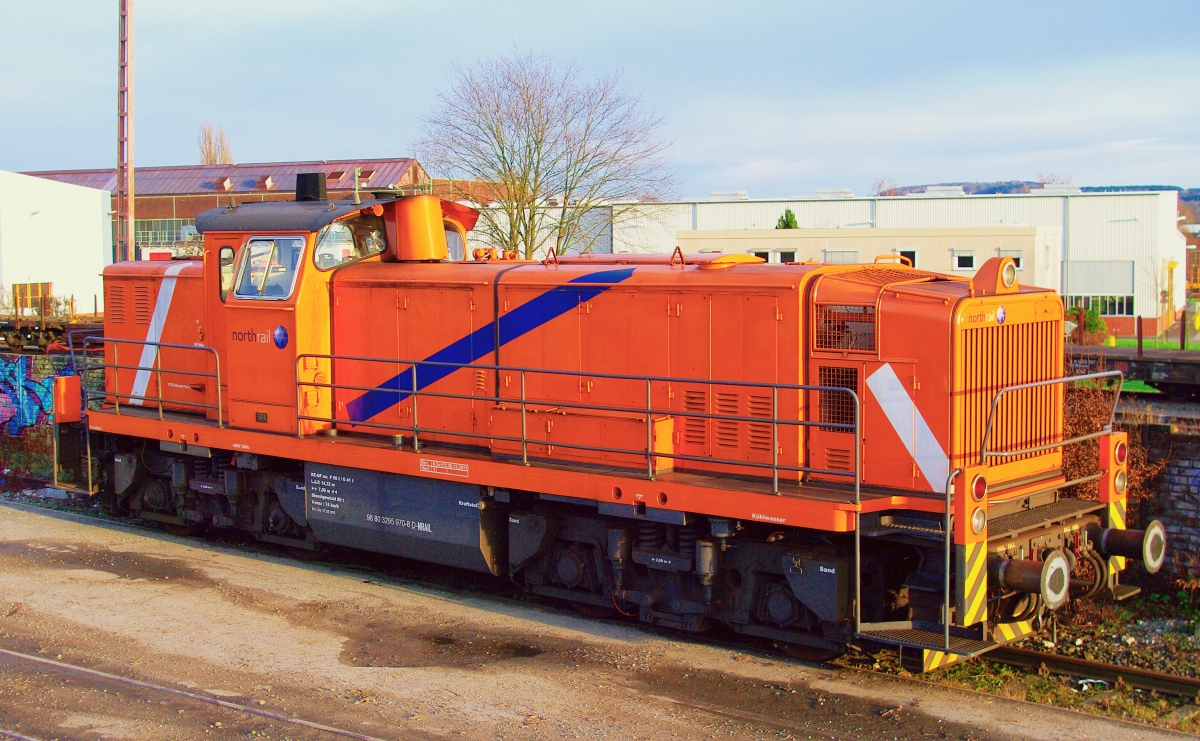
Eine G 1600 BB der Sonderbauart (MaK 1000492/1972) für BBI im heutigen Zustand

Zusätzlich wurden 1971 und 1972 für den Einsatz auf der Werkbahn BBI Wackersdorf drei Lokomotiven mit der Antriebstechnik der G 1100 BB (Sechszylinder-Motor 6M282AK mit 1100 PS) gebaut. Der zusätzlich gewonnene Platz, durch Verlagerung des Druckluftgerüstes unter das Führerhaus, konnte für den Einbau eines Heizkessels genutzt werden, welcher mittlerweile entfernt worden ist.

## Einsatz
Während bei der Ablieferung neben der Dortmunder Eisenbahn (DE) mit sechs Maschinen nur die Wanne-Herner Eisenbahn und Hafen (WHE) mit drei Maschinen eine nennenswerte Serie der Lokomotiven erhielt, besaßen die Osthannoverschen Eisenbahnen (OHE) mit bis zu fünf Maschinen zeitweilig ebenfalls eine größere Serie. Zwei dieser Maschinen stammten aus der Sonderbauart für die BBI. Die Maschinen der WVG-Gruppe (RVM und WLE), der OHE und der WHE wurden mittlerweile teilweise einer Remotorisierung unterzogen, sind aber mit Ausnahme der OHE weiterhin bei diesen Bahnen im Einsatz.

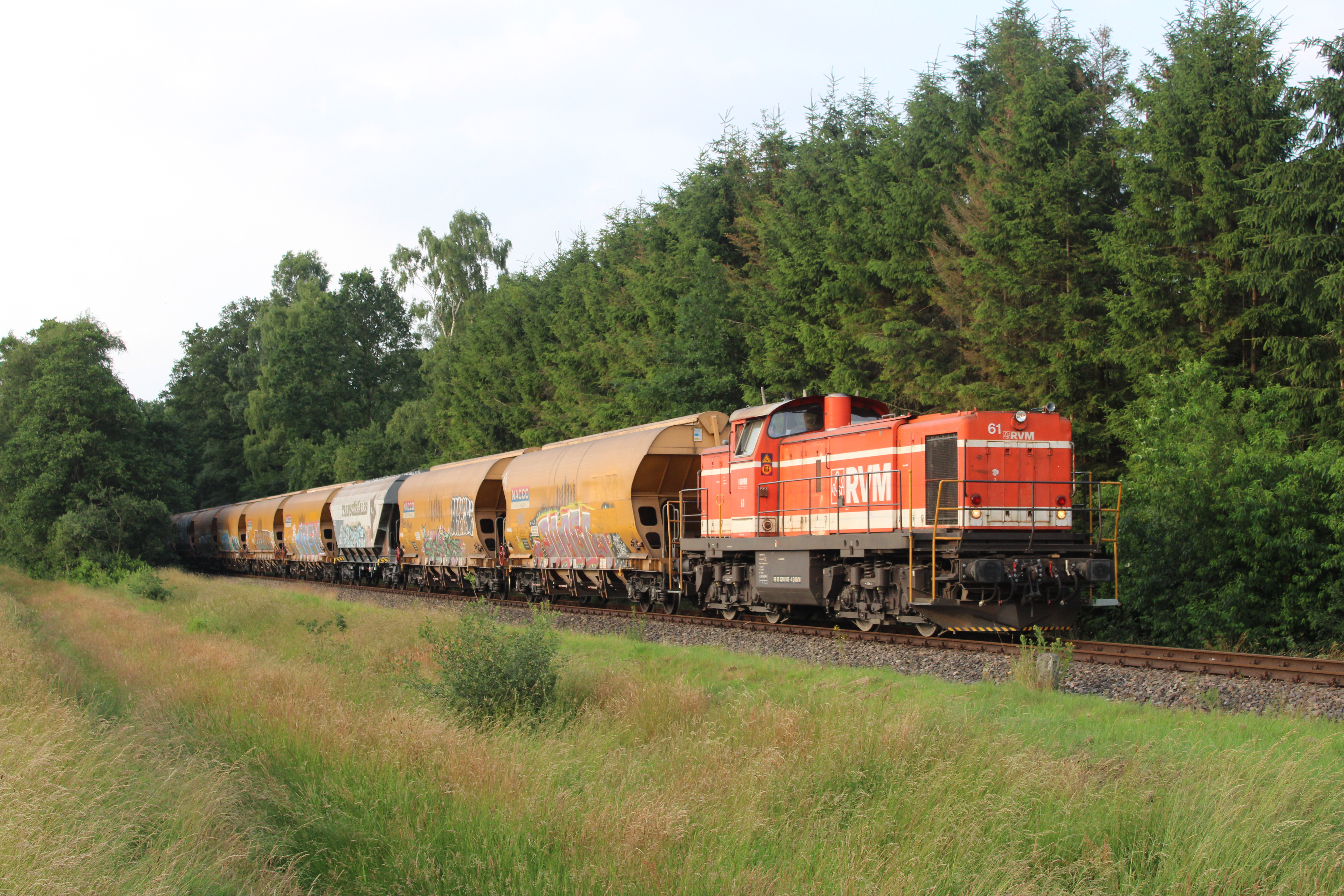
Lok 61 der RVM mit einem Getreidezug in Rheine-Altenrheine

Bis heute werden die G 1600 BB bei verschiedenen Privatbahnen in Deutschland und Italien vor allem im schweren Güterverkehr eingesetzt. Einsatzschwerpunkte sind hierbei Norddeutschland und das Ruhrgebiet.
| Fabriknummer | Baujahr | Erster Eigentümer | Verbleib                                        | Fahrzeugregisternummer                             | Anmerkungen                          |
| ------------ | ------- | ----------------- | ----------------------------------------------- | -------------------------------------------------- | ------------------------------------ |
| 1000513      | 1971    | FVE V 161         | Gerfer, Rom BA 4192                             |                                                    |                                      |
| 1000514      | 1971    | FVE V 162         | Italien                                         |                                                    |                                      |
| 1000515      | 1971    | BBI M 18          | Kraftwerk Zolling Lok 4                         |                                                    | Sonderbauart mit 1100 PS             |
| 1000516      | 1971    | BBI M 19          | ex OHE 120076, jetzt Northrail                  | 98 80 3291 972-8 D-NTS                             | Sonderbauart mit 1100 PS             |
| 1000517      | 1971    | VPS 1601          | ex OHE 160073, jetzt HVLE 295 950               | 98 80 3295 950-0 D-HVLE                            | remotorisiert mit MTU 4000R, 1500 kW |
| 1000492      | 1972    | BBI M 20          | ex OHE 120077, ex Northrail, jetzt Bahnbau Nord | 98 80 3295 970 D-BBN (ex 98 80 3295 970-8 D-NRAIL) | Sonderbauart mit 1100 PS             |
| 1000518      | 1972    | OHE 160074        | HVLE 295 951                                    | 98 80 3295 951-8 D-HVLE                            | remotorisiert mit MTU 4000R, 1500 kW |
| 1000596      | 1974    | WLE VL 0661       | RVM 61                                          | 98 80 3295 953-4 D-RVM                             | remotorisiert 1200 kW                |
| 1000597      | 1974    | OHE 160075        | HVLE 295 952                                    | 98 80 3295 952-6 D-HVLE                            | remotorisiert mit MTU 4000R, 1500 kW |
| 1000598      | 1974    | WLE VL 0662       | WLE 62                                          | 98 80 3295 954-2 D-WLE                             | remotorisiert 1200 kW                |
| 1000599      | 1976    | DE D 22           | DE 22                                           | 98 80 3295 955-9 D-DE                              |                                      |
| 1000600      | 1976    | DE D 23           | DE 23                                           | 98 80 3295 956-7 D-DE                              |                                      |
| 1000601      | 1976    | DE D 24           | DE 24                                           | 98 80 3295 957-5 D-DE                              |                                      |
| 1000602      | 1976    | DE 26             | DE 26                                           | 98 80 3295 958-3 D-DE                              |                                      |
| 1000774      | 1976    | DE 27             | DE 27                                           | 98 80 3295 960-9 D-DE                              |                                      |
| 1000775      | 1976    | DE 28             | DE 28                                           | 98 80 3295 961-7 D-DE                              |                                      |
| 1000776      | 1976    | WHE 22            | WHE 22                                          | 98 80 3291 962-9 D-WHE                             |                                      |
| 1000777      | 1976    | WHE 23            | WHE 23                                          | 98 80 3291 963-7 D-WHE                             |                                      |
| 1000778      | 1976    | WHE 24            | WHE 24                                          | 98 80 3291 964-5 D-WHE                             | remotorisiert mit MTU 4000R, 1500 kW |